# Posição supina
Posição supina é uma posição do corpo quando o indivíduo deita de face para cima, em contraposição à posição prona, que é de face para baixo (algumas vezes com as mãos atrás da cabeça ou pescoço). É muito utilizada em procedimentos cirúrgicos, pois garante acesso às regiões torácicas e abdominais .
Usando termos da posição anatômica, o lado dorsal é para baixo e o lado ventral é para cima.